# 웬디 샬
웬디 샬(Wendy Schaal, 1954년 7월 2일 ~ )은 미국의 배우이자 성우이다.

## 출연 작품

### 영화
- 남자 사냥 (1984, Where the Boys Are '84)
- 타이탄의 지배자 (1985)
- 펫 호비 (1987, Tales from the Hollywood Hills: Pat Hobby Teamed with Genius)
- 사이몬의 괴물 (1987)
- 이너스페이스 (1987)
- 유령 마을 (1989)
- 잠수 특전대 (1991)
- 세 소녀 이야기 (1994, Runaway Daughters)
- 마이 걸 2 (1994)
- 에이리언의 위장 침투 (1995, Out There)
- 스몰 솔저 (1998)
- 홀리데이 인 더 선 (2001)
- 사랑하는 애너벨 (2006)

### 텔레비전
- 꿈꾸는 낙원 (1978-82)
- 사랑의 유람선 (1982-83)
- 출동! 에어울프 (1986)
- 프렌즈 (1997)
- 아메리칸 대드! (2005-현재) - 애니메이션